# 地域リーグ (バレーボール)
地域リーグ（ちいきりーぐ）は、日本におけるバレーボールのリーグ戦である。

## 概略
階層的にはVリーグの3部に位置するが、主催は日本バレーボールリーグ機構（Vリーグ機構）ではない（ただし地域リーグ上位による全国6人制バレーボールリーグ総合男女優勝大会にはVリーグ機構が後援として関わっている）。成績上位チームは、「決勝リーグ」「グランドチャンピオンマッチ（男子のみ）」を経て優勝チームを決める。Vリーグの2部にあたるチャレンジリーグに昇格するには、Vリーグ機構に準加盟することが条件となっており、チャレンジリーグとの入れ替え戦はない。

## 歴史

### 選抜リーグ（旧地域リーグ）
1981年に日本実業団バレーボール連盟主催の、「6人制バレーボール実業団選抜男女リーグ（選抜リーグ）」として開始。
第3回（1983年）からは、男女とも東西8チームでリーグ戦が展開された。その頃から「地域リーグ」と呼ばれるようになり、地域リーグから実業団リーグ（後のV1リーグ、現チャレンジリーグ）、そして日本リーグ（後のVリーグ、現プレミアリーグ）へと上り詰めるチームも現れるようになった。
ところが、企業チームが軒並み休廃部に追い込まれると、第19回（1999年）以降参加チームは減少の一途をたどる。第22回（2002年）から女子の東西開催が困難を極め、全国1次リーグに移行されたため「地域リーグ」としては形骸化された。
第26回（2006年）からはそれまでの主催者であった日本バレーボール協会、日本実業団連盟に、日本クラブバレーボール連盟も加わり、クラブチームにも門戸が開放された。これに伴い大会名も「6人制バレーボール選抜男女リーグ」に変更。
2010年、それまでの地域リーグは30回の節目を以って終了。

### 現地域リーグ
2010年の新シーズンからは全日本6人制バレーボール実業団男女優勝大会と統合し、日本協会主催・Vリーグ機構後援の新大会「全国6人制バレーボールリーグ総合男女優勝大会」に移行され、地域リーグはそれに内包されたブロック別リーグ（旧全日本実業団ブロック予選の後継）の名称となる。それまでの社会人に加え、大学チームも登録可能となった。
2015/16シーズンよりチャレンジリーグが「V・チャレンジリーグI」「V・チャレンジリーグII」の2部制に変更されたことから、地域リーグは4部相当になった。

## 各地域リーグ
- 北海道地域リーグ
- 東北地域リーグ
- 関東地域リーグ
- 北信越地域リーグ
- 東海地域リーグ
- 近畿地域リーグ
- 中国地域リーグ
- 四国地域リーグ
- 九州地域リーグ

## 成績

### 歴代優勝チーム
| 年度   | 回 | 男子優勝チーム      | 女子優勝チーム         |
| ------ | -- | ------------------- | ---------------------- |
| 1981年 | 1  | 新日本電気          | 石川繊維               |
| 1982年 | 2  | 大協石油            | 石川島播磨呉           |
| 1983年 | 3  | 日立国分            | 新日本電気             |
| 1984年 | 4  | 朝日生命            | ダイエー               |
| 1985年 | 5  | 電電東海            | 日立佐和               |
| 1986年 | 6  | 旭化成旭陽会        | 石川島播磨呉           |
| 1987年 | 7  | 日立国分            | 石川島播磨呉           |
| 1988年 | 8  | NTT東北             | 小田急                 |
| 1989年 | 9  | 朝日生命            | NTT関西神戸            |
| 1990年 | 10 | 日新製鋼            | 関西日本電気           |
| 1991年 | 11 | 新日鐵化学          | JT                     |
| 1992年 | 12 | コスモ石油          | 朝日生命               |
| 1993年 | 13 | 豊田合成            | NTT関西神戸            |
| 1994年 | 14 | 新日鐵化学          | 武田薬品               |
| 1995年 | 15 | コスモ石油          | 朝日生命               |
| 1996年 | 16 | NTT東北             | 東北パイオニア         |
| 1997年 | 17 | 日立国分            | 日立佐和               |
| 1998年 | 18 | 東京ガス            | 武田薬品               |
| 1999年 | 19 | 警視庁              | 茂原アルカス           |
| 2000年 | 20 | NTT神奈川           | 石川島播磨呉           |
| 2001年 | 21 | トヨタ自動車        | ソニー大崎             |
| 2002年 | 22 | 東京ヴェルディ      | エンゼルクロス         |
| 2003年 | 23 | 富士通              | 大野石油広島           |
| 2004年 | 24 | 三好循環器科EKG大分 | 健祥会                 |
| 2005年 | 25 | 富士通              | 栗山米菓               |
| 2006年 | 26 | つくばユナイテッド  | 三菱東京UFJ銀行        |
| 2007年 | 27 | きんでん            | 四国Eighty 8 Queen     |
| 2008年 | 28 | きんでん            | フォレストリーヴズ熊本 |
| 2009年 | 29 | パナソニック電工    | 三菱東京UFJ銀行        |
| 2010年 | 30 | 富士通グループ長野  | JAぎふ                 |